# Григорий (Петров)
Митрополи́т Григо́рий (в миру Андре́й Влади́мирович Петро́в; род. 26 декабря 1974, Любим, Ярославская область) — архиерей Русской православной церкви. Митрополит Воскресенский, первый викарий патриарха Московского и всея Руси по городу Москве. Управляющий делами Московской патриархии (с 2023 года), постоянный член Священного синода Русской православной церкви.

## Биография
Крещён во младенчестве. С детских лет прислуживал в алтаре и пел на клиросе Спасо-Введенского храма Любима.
В 1992 году, окончив среднюю школу, поступил на физический факультет Ярославского государственного университета им. Демидова. Учебу в университете совмещал с исполнением обязанностей псаломщика Крестобогородского храма города Ярославля.
Окончив в 1997 году университет, поступил в Московскую духовную семинарию. По завершении обучения в семинарии в 2000 году поступил в Московскую духовную академию, которую закончил в июне 2004 году со степенью кандидата богословия за сочинение «Послание к Колосянам святого апостола Павла в русской библеистике». Учебным комитетом Русской Православной Церкви был направлен в Пермскую епархию и назначен преподавателем Пермского духовного училища.
11 июля 2004 года епископом Пермским и Соликамским Иринархом (Грезиным) рукоположён в сан диакона целибатом, а 12 июля 2004 года — в сан иерея.
В 2004—2007 году был заведующим канцелярией Пермского епархиального управления.
1 ноября 2006 года назначен настоятелем храма святителя Митрофана Воронежского в Перми. 28 апреля 2007 года назначен проректором по учебной работе Пермского духовного училища.
В январе 2009 году участвовал в работе Поместного Собора Русской православной церкви.
3 мая 2009 года пострижен в монашество с именем Григорий в честь святителя Григория Паламы.
В марте 2010 году освобождён от послушаний в Пермской епархии, почислен за штат и отбыл в Москву для несения церковного послушания в новообразованном Синодальном отделе по тюремному служению, который возглавил епископ Иринарх (Грезин), ставший епископом Красногорским, викарием Патриарха Московского и всея Руси.
26 июля 2010 года Решением Священного Синода назначен заместителем председателя Синодального отдела по тюремному служению.
В июне 2011 году окончил двухлетний курс повышения квалификации в Общецерковной аспирантуре и докторантуре.
5 октября 2011 года решением Священного Синода освобождён от должности заместителя председателя Синодального отдела по тюремному служению и направлен в распоряжение Патриарха Московского и всея Руси.
20 декабря 2011 года распоряжением Патриарха Кирилла назначен помощником руководителя Административного секретариата Московской Патриархии.
10 мая 2012 года указом Патриарха Кирилла назначен штатным священником храма Живоначальной Троицы, Патриаршего подворья в Останкине города Москвы.

### Архиерейство
26 декабря 2013 года решением Священного синода РПЦ избран епископом Троицким и Южноуральским.
9 января 2014 года в храме Всех святых, в земле Российской просиявших, Патриаршей и Синодальной резиденции в Даниловом монастыре митрополитом Саранским и Мордовским Варсонофием (Судаковым) был возведён в сан архимандрита.
24 января 2014 года в храме Всех святых, в земле Российской просиявших, Патриаршей резиденции в Даниловом монастыре в Москве был наречён во епископа.
16 марта 2014 года в храма Рождества Пресвятой Богородицы в Крылатском была совершена хиротония архимандрита Григория (Петрова) во епископа Троицкого и Южноуральского, которую совершили: Патриарх Кирилл, митрополит Саранский и Мордовский Варсонофий (Судаков), митрополит Истринский Арсений (Епифанов), митрополит Екатеринбургский и Верхотурский Кирилл (Наконечный), митрополит Челябинский и Златоустовский Феофан (Ашурков), епископ Выборгский и Приозерский Игнатий (Пунин), епископ Солнечногорский Сергий (Чашин), епископ Рыбинский и Угличский Вениамин (Лихоманов), епископ Магнитогорский и Верхнеуральский Иннокентий (Васецкий).
C 17 по 28 ноября 2014 года в Москве слушал двухнедельные курсы повышения квалификации для новопоставленных архиереев Русской Православной Церкви.
28 декабря 2018 года решением Священного Синода назначен епископом Челябинским и Миасским, главой Челябинской митрополии, с поручением временного управления Троицкой епархией.
3 января 2019 года в Успенском соборе Московского Кремля Патриархом Кириллом возведён в сан митрополита.
15 апреля 2021 года определён митрополитом Екатеринодарским и Кубанским, главой Кубанской митрополии.
В 2022 году поддержал вторжение России на Украину. В июле 2022 года, как «поддержавший агрессию России против Украины», был внесён ФБК в список разжигателей войны, состоящий из лиц, которые «используют свои религиозные организации для пропаганды агрессии и массового убийства», с предложением введения против него международных санкций.
11 октября 2023 года решением Священного Синода РПЦ назначен Управляющим делами Московской Патриархии и Постоянным членом Священного Синода Русской православной церкви с титулом «Воскресенский», первым викарием Патриарха Московского и всея Руси по городу Москве и управляющим Центральным викариатством города Москвы, секретарём Межсоборного Присутствия, председателем Общецерковной дисциплинарной комиссии при Патриархе Московском и всея Руси, председателем Межведомственной рабочей группы по координации помощи, оказываемой епархиям Донбасса и сопредельных территорий, находящихся в зоне конфликта, и наместником Новоспасского монастыря с освобождением его от управления Екатеринодарской епархией и Кубанской митрополией и выражением благодарности за понесённые труды. 13 октября 2023 года назначен управляющим Центральным викариатством города Москвы.

## Награды
- Медаль ордена «За заслуги перед Отечеством» II степени (16 апреля 2025 года) — за заслуги в обеспечении деятельности Совета по взаимодействию с религиозными объединениями при Президенте Российской Федерации[21].